# Dolophilodes elongatoides
Dolophilodes elongatoides är en nattsländeart som beskrevs av Oliver S. Flint Jr. 1967. Dolophilodes elongatoides ingår i släktet Dolophilodes och familjen stengömmenattsländor. Inga underarter finns listade i Catalogue of Life.